# Barbus nyanzae
Barbus nyanzae е вид лъчеперка от семейство Шаранови (Cyprinidae). Видът не е застрашен от изчезване.

## Разпространение
Разпространен е в Кения, Руанда, Танзания и Уганда.

## Описание
На дължина достигат до 7 cm.